# Athosiané
Athosiané jsou fiktivní lidská civilizace z televizního seriálu Hvězdná brána: Atlantida, žijící na planetě Nový Athos v galaxii Pegasus.

## Historie a současnost
Athosiané jsou skupina lovců, zemědělců a obchodníků z planety Athos. Poprvé se objevili v epizodě "Vynoření", jsou to první lidé s nimiž se setkává expedice Atlantis v galaxii Pegasus. Athosiané byli kdysi technologicky vyspělí, ale vrátili se k před-průmyslové civilizaci, aby se zbavili Wraithů. Po jejich kontaktu s expedicí, se Athosiané stěhují na Lanteu a jejich vůdce, Teyla Emmagan, se připojí k týmu majora Shepparda. V epizodě "Dar", bylo zjištěno, že někteří Athosiané mají Wraithskou DNA, jako důsledek ze starého experimentu Wraithů, ve kterém se snažili, aby lidé byli více "chutnější". Toto umožňuje těmto jednotlivcům pocítit přítomnost Wraithů, využívat jejich telepatickou komunikaci, a kontrolovat Wraithskou technologii. Ve epizodě "Návrat", jsou Athosiané vyzváni skupinou přeživších Antiků, aby opustili Lanteu. V epizodě "Nezvěstné" se zjistí, že Athosianská populace zmizela z Nového Athosu". Pátrání po pohřešovaných Athosianech a jejich osud v rukou Wraitha Michaela přispívá k hlavní dějové linii konce čtvrté řady.

## Postavy

### Halling
ztvárnil jej herec Christopher Heyerdahl - Athosianský muž a otec Jinta. V epizodě "Vynoření" se setká s týmem z Atlantis a vede je do své vesnice, aby se setkali s Teylou. Je jeden z několika Athosianů unesených Wraithy je později zachráněn majorem Sheppardem. Poté, se Halling stěhuje na Atlantis s ostatními Athosiany. Když je Teyla uvězněna v puddle jumperu v epizodě "Třicet osm minut", žádá Halling Weirovou, aby dovolila jeho lidem pomoci jí se připravit na smrt, což Weirová odmítá. V epizodě "Podezření", Halling reaguje zlostně, když je dotázán na možnost spolupráce Athosianů s Wraithy. Později vyjadřuje Teyle jeho obavy o postavení jejich lidí v expedici Atlantis a informuje Dr. Elizabeth Weirovou o rozhodnutí Athosianů přestěhovat se na pevninu, proti vůli Teyly. Ve 4. řadě, je Halling unesen spolu s dalšími Athosiany Wraithem Michaelem. V epizodě "Příbuzní" jej tým z Atlantis najde a osvobodí společně s ostatními unesenými Athosiany.

### Kanaan
ztvárnil jej herec Patrick Sabongui - Athosian jehož jméno se poprvé objevuje v epizodě "Nezvěstné".

### Jinto a Wex
ztvárnili je herci Reece Thompson and Casey Dubois - Dva Athosianští chlapci a nejlepší přátelé. Poprvé se objevují v epizodě "Vynoření", kde si hrají v lese a narazí na průzkumný tým z Atlantis, vedený plukovníkem Sumnerem.

### Charin
ztvárnla ji herečka Brenda McDonald - Athosianská starší žena a stará přítelkyně Teyly Emmagan. Když byla Teyla dítě kreslila jí krásné obrázky a zpívala písně předků. Teyla zbožňjue její tuttlovou polévku.